# Коряк, Тамара Александровна
Тамара Александровна Коряк (1 января 1946 года — 25 августа 2017 года, Пенза) — советский и российский тренер по прыжкам в воду. Заслуженный тренер СССР (1984).

## Биография
Родилась 1 января 1946 года. Мастер спорта СССР по прыжкам в воду. В 1972 году окончила Саратовский государственный педагогический институт по специальности «физическое воспитание».
После окончания спортивной карьеры Коряк начала тренерскую деятельность. Более 30 лет она проработала тренером-преподавателем по прыжкам в воду в пензенской школе высшего спортивного мастерства.
Наиболее высоких результатов среди воспитанников Тамары Александровны добились:
- Алла Тарасова (Лобанкина) — чемпионка Европы 1983 года, бронзовый призёр чемпионата Европы 1985 года, победительница соревнований «Дружба-84», двукратная чемпионка СССР (1984, 1985)[3][4],
- Ольга Христофорова — чемпионка Европы 1997 года, чемпионка России 1999 года[5],
- Роман Кормилицин — чемпион России 2001 года[6],
- Екатерина Бондарь (Федорченко) — бронзовый призёр чемпионата Европы среди юниоров 2010 года, призёр чемпионатов России[7][8][9].

Умерла 25 августа 2017 года в Пензе.

## Награды и звания
- Почётное звание «Заслуженный тренер РСФСР» (1982)[11]
- Почётное звание «Заслуженный тренер СССР» (1984).
- Медаль «За трудовую доблесть» (1985)[12].
- Орден Дружбы (1996)[13].